# Włochy
Pour les articles homonymes, voir Włochy (homonymie).
Włochy (Italie) est un arrondissement de Varsovie, situé au sud-ouest de la ville. Il est bordé à l'ouest par l'arrondissement d'Ursus, au nord par ceux de Bemowo, Wola et Ochota et à l'ouest par ceux de Mokotów et Ursynów. Au sud se trouve la ville de Raszyn.
Cet arrondissement joue un rôle typiquement résidentiel. Il est également un important point de transport ferroviaire vers le centre-ville.
Après la guerre, sous le communisme imposé par l'URSS, il y avait à Włochy un monde de voleurs, comme en témoignent certaines nouvelles de Marek Nowakowski, qui y était né.

Les différents quartiers de l’Arrondissement de Włochy.